# Niaftasuchus
Niaftasuchus es un género extinto de sinápsido. Solo se ha descrito una especie, Niaftasuchus zekkeli, de Nyafta, cuenca del río Mezen, Óblast de Arcángel, Rusia. La familia Niaftasuchidae fue establecida por Ivankhenko en 1990 e incluida inicialmente en Tapinocephalia, basándose esencialmente en su dentadura; posteriormente fue clasificado en Biarmosuchia, por compartir características como órbitas grandes y vómeres fusionados. Su cráneo tenía 9 cm de largo con una longitud corporal de 50 cm.